# Harrison (Montana)
Harrison es un lugar designado por el censo ubicado en el condado de Madison en el estado estadounidense de Montana. En el Censo de 2010 tenía una población de 137 habitantes y una densidad poblacional de 237,2 personas por km².

## Geografía
Harrison se encuentra ubicado en las coordenadas 45°42′13″N 111°47′7″O / 45.70361, -111.78528. Según la Oficina del Censo de los Estados Unidos, Harrison tiene una superficie total de 0.58 km², de la cual 0.58 km² corresponden a tierra firme y (0%) 0 km² es agua.

## Demografía
Según el censo de 2010, había 137 personas residiendo en Harrison. La densidad de población era de 237,2 hab./km². De los 137 habitantes, Harrison estaba compuesto por el 99.27 % blancos, el 0 % eran afroamericanos, el 0 % eran amerindios, el 0.73 % eran asiáticos, el 0 % eran isleños del Pacífico, el 0 % eran de otras razas y el 0 % pertenecían a dos o más razas. Del total de la población el 1.46 % eran hispanos o latinos de cualquier raza.